# هرمان شولتز (نویسنده)

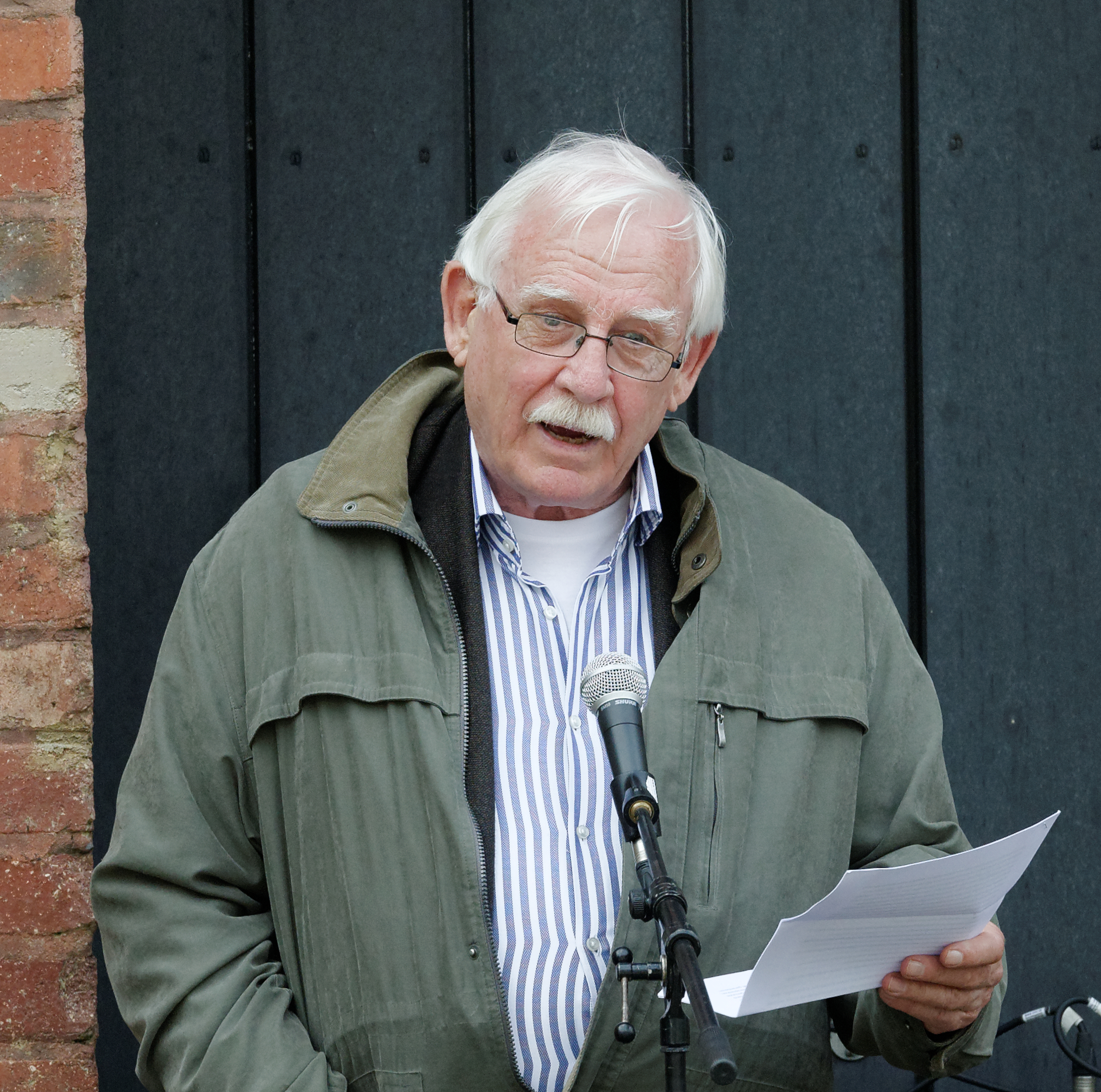
هرمان شولتز در جشنواره فرشته در ووپرتال، ۲۰۱۳

هرمان شولتز (متولد ۲۱ ژوئیه ۱۹۳۸ در نکالینزی، تانزانیا) نویسنده آلمانی و ناشر سابق است.

## زندگی
هرمان شولتز به عنوان فرزند مبلغ آلمانی در آفریقای شرقی متولد شد. وی دوران کودکی و جوانی خود را در وندلند و در ناحیه راین سفلی، در راینکمپ گذراند. 

## آثار[۱]
- در جریان، ۱۹۹۸
- اسکندر، ۱۹۹۹

در ماه مارس ۱۹۶۸، پسر هفت ساله ای از یتیم خانه ای آلمانی ناپدید می‌شود. حتی با تحقیقات گسترده‌ای که انجام می‌شود، هیچ اثری از او نیست. مطمئناً الکساندر (اسکندر) دزدیده شده‌است. دو رباینده ی او، با او به ترکیه می‌روند.
- غبار آفتاب، ۲۰۰۰

آلفرد هالستنباخ ۱۵ ساله، فکر می‌کند که زندگی در جای دیگری ست، حداقل نه اینجا، در رانکامپ کوچک در منطقه ی روهر، جایی که همه چیز گرفته و پوسیده‌است و او حس می‌کند که هوای او از او گرفته می‌شود...
- اولین ماهی او، ۲۰۰۰
- فرار از زمستان، ۲۰۰۲
- وقتی یک لئو از شما زمان را می‌پرسد، ۲۰۰۳
- بازگشت به کیلمتینده، ۲۰۰۳
- شما پوست میمون را از شاه نمی‌دزدید (کتاب کودک)، ۲۰۰۳
- دیگر سرگرم کننده نیست، ۲۰۰۴
- سیبی برای خدا، ۲۰۰۴
- قلبت را بخوابان، ۲۰۰۵
- وقتی یک لئو از شما زمان را می‌پرسد، ۲۰۰۶
- جگوار نقره ای، ۲۰۰۷
- مامان باهوش سامبونا، ۲۰۰۸
- ماندلا و نلسون، داس لوندرسپیل (کتاب کودک)، ۲۰۱۰
- چرا ما می‌خواستیم گونتر را بکشیم، ۲۰۱۳
- ماندلا و نلسون، پای دوم (کتاب کودک)، ۲۰۱۳
- شب دارالسلام، ۲۰۱۴
- پسر از قبل خوابیده‌است. داستان‌های وندلند ۲۰۱۵
- نقاط راه در "Paternoster - در فراز و نشیب‌های زندگی" ۲۰۱۵
- سفر به مصر با تصاویر توبیاس کرجتسچی، ۲۰۱۶
- بانوی مبارک و جادوگر اوکرِوه، ۲۰۱۶

## جوایز[۲]
- جایزه فرهنگی هیدت ۱۹۸۲
- مدال هرمان کستن ۱۹۹۸
- جایزه هنر و فرهنگ برای درک بین‌المللی، ۲۰۰۱ برای کتاب اسکندر
- ۲۰۱۸ - دکترای افتخاری از دانشکده علوم انسانی و مطالعات فرهنگی در دانشگاه ووپرتال [۳]